# Gavin Extence
Gavin Extence (Lincolnshire, 1982) è uno scrittore britannico, vincitore del Premio letterario Waterstones 11.

## Biografia
Autore esordiente con il romanzo The Universe Versus Alex Woods (Lo strano mondo di Alex Woods) (2013), pubblicato in Italia da Garzanti e vincitore del Premio Alex, ha riscosso notevole successo per gli argomenti affrontati, tra cui l'eutanasia.
La storia tratta di un'improbabile amicizia tra un arcigno vedovo solitario (Peterson) e un ragazzo (Alex) di strana famiglia, senza padre e con una madre lettrice di tarocchi che l'ha cresciuto in un negozio pieno di candele, incensi e pozioni. La relazione tra i due è eccentrica, fatta di coltivazione di sostanze stupefacenti e letture dei romanzi più dissacranti, con un'adorazione per Kurt Vonnegut. Quando Peterson scopre di avere una grave malattia, per Alex giunge il momento di sovvertire tutte le leggi dell'universo e intraprendere il più strambo dei viaggi, per salvarlo.
Extence, nato nel villaggio di Swineshead, nel Lincolnshire, ha un PhD in Studi della Comunicazione (Film), è sposato e ha una figlia – è inoltre un appassionato giocatore di scacchi.

## Opere
- Lo stano mondo di Alex Woods (The Universe Versus Alex Woods), Milano, Garzanti, 2013 traduzione di Letizia Sacchini ISBN 978-88-11-68467-1.
- The Mirror World of Melody Black (2015)
- The Empathy Problem (2016)
- The End of Time (2019)